# Gabapentina
La gabapentina és un medicament antiepilèptic utilitzat principalment per tractar l'epilèpsia focal i el dolor neuropàtic. És un medicament utilitzat habitualment per al tractament del dolor neuropàtic causat per la neuropatia diabètica, la neuràlgia postherpètica i el dolor central. És moderadament efectiu: al voltant del 30-40% dels pacients amb gabapentina per a la neuropatia diabètica o la neuràlgia postherpètica tenen un benefici significatiu.
La somnolència i el mareig són els efectes secundaris més comuns. Els efectes secundaris greus inclouen un augment del risc de suïcidi, depressió respiratòria i reaccions al·lèrgiques. Es recomanen dosis més baixes en persones amb malaltia renal. La gabapentina actua disminuint l'activitat d'un subconjunt de canals de calci.
La gabapentina es va aprovar per primera vegada el 1993. El 2020, va ser el desè medicament més prescrit als Estats Units. Estats, amb més de 49 milions de receptes. Durant la dècada de 1990, Parke-Davis, una subsidiària de Pfizer, va utilitzar una sèrie de tècniques il·legals per animar els metges dels Estats Units a prescriure gabapentina per a usos no aprovats. Han pagat milions de dòlars per resoldre les demandes relacionades amb aquestes activitats.
A Espanya està comercialitzat com a EFG i Neurontin.